# Georgia O'Keeffe
Georgia Totto O'Keeffe (n. 15 noiembrie 1887, Sun Prairie⁠(d), Wisconsin, SUA – d. 6 martie 1986, Santa Fe, New Mexico, SUA) a fost o pictoriță și desenatoare americană. Supranumită „Mama modernismului american”, O'Keeffe a dobândit recunoaștere internațională pentru picturile sale meticuloase cu forme naturale, în special flori și peisaje deșertice, adesea inspirate și legate de împrejurimile în care a trăit. Cariera sa s-a întins pe șapte decenii, iar opera sa a rămas în mare măsură independentă de mișcările artistice majore.
O'Keeffe și-a început studiile la School of the Art Institute din Chicago, în 1905. Până în jurul anului 1920, a studiat artele plastice, și a câștigat bani ca ilustratoare comercială și profesoară. Influențată de Arthur Wesley Dow, O'Keeffe a început să își dezvolte stilul unic, începând cu acuarelele din timpul studiilor de la Universitatea din Virginia, și mai dramatic prin desenele în cărbune, pe care le-a realizat în 1915, și care au dus la abstractizare totală. Alfred Stieglitz, un dealer de artă și fotograf, a organizat o expoziție cu lucrările ei în 1917. În următorii doi ani, a predat și și-a continuat studiile la Teachers College a Universității Columbia.
În 1918 s-a mutat la New York la cererea lui Stieglitz, și a început să lucreze serios ca artistă. Cei doi au dezvoltat o relație profesională și personală care a dus la căsătoria lor pe 11 decembrie 1924. O'Keeffe a creat multe forme de artă abstractă, inclusiv prim-planuri ale florilor, cum ar fi picturile Canna roșie, despre care mulți au considerat că reprezintă vulve, deși O'Keeffe a negat constant această intenție. Imputarea reprezentării sexualității feminine a fost alimentată și de fotografiile explicite ale lui O'Keeffe pe care Stieglitz le făcuse și le expusese.
O'Keeffe și Stieglitz au locuit împreună în New York până în 1929, când O'Keeffe a început să petreacă o parte din an în Sud-Vest, care i-a servit drept sursă de inspirație pentru picturile sale cu peisaje din New Mexico, și imagini cu cranii de animale, precum Craniul vacii: roșu, alb și albastru (1931) și Zile de vară (1936). După moartea lui Stieglitz în 1946, ea a trăit în New Mexico în următorii 40 de ani, în casa și studioul ei din Abiquiú, iar în ultimii ani ai vieții sale, în Santa Fe. În 2014, tabloul lui O'Keeffe din 1932, Jimson Weed/White Flower No. 1, a fost vândut cu 44 405 000 de dolari - la momentul respectiv, de departe cel mai mare preț plătit pentru un tablou al unui artist de sex feminin. Lucrările sale se află în colecțiile mai multor muzee, iar după moartea sa, Muzeul Georgia O'Keeffe a fost înființat în Santa Fe.

## Tinerețea
Georgia O'Keeffe s-a născut pe 15 noiembrie 1887, la o fermă din orașul Sun Prairie, Wisconsin. Părinții ei, Francis Calyxtus O'Keeffe și Ida (Totto) O'Keeffe, erau producători de lactate. Tatăl ei era de origine irlandeză. Tatăl mamei sale, George Victor Totto, a fost un conte maghiar care a venit în Statele Unite în 1848.
O'Keeffe a fost al doilea din șapte copii. A urmat cursurile Școlii Town Hall din Sun Prairie. La vârsta de 10 ani, ea a decis să devină artistă.
A terminat liceul ca internată la Chatham Episcopal Institute din Virginia (acum Chatham Hall), absolvind în 1905. La Chatham, ea a fost membră a frăției Kappa Delta.
O'Keeffe a condus Departamentul de Arte la West Texas State Normal College, având grijă de sora ei mai mică, Claudia, la cererea mamei sale. În 1917, l-a vizitat pe fratele ei, Alexis, într-o tabără militară din Texas, înainte ca acesta să plece în Europa, în timpul Primului Război Mondial. În timp ce se afla acolo, a creat pictura The Flag (Steagul), care exprimă anxietatea și depresia ei legate de război.

## Cariera

### New York
În 1918, O'Keeffe s-a mutat la New York, deoarece fotograful Alfred Stieglitz s-a oferit să-i ofere sprijin financiar, o reședință și un loc unde să picteze. Ei au dezvoltat o relație personală apropiată, iar mai târziu s-au căsătorit, iar el i-a promovat lucrările. Stieglitz a descurajat-o, de asemenea, să folosească acuarela, asociată cu femeile artiste amatoare. Potrivit istoricului de artă Charles Eldredge, „cuplul s-a bucurat de o poziție proeminentă în arta efervescentă din New York, de-a lungul anilor 1920”.
Fotografiile lui Stieglitz au inspirat opera lui O'Keeffe. Stieglitz, a cărui galerie se închisese în 1917, a putut acum să își dedice mai mult timp propriei sale practici fotografice, realizând o serie de fotografii cu forme naturale, studii de nori, și portrete ale lui O'Keeffe. Înainte de căsătoria cu Stieglitz, desenele și picturile lui O'Keeffe erau frecvent abstracte, ea începând să își extindă vocabularul vizual în 1924, pentru a include imagini mai reprezentative „de obicei luate din natură, și adesea pictate în serie”.
O'Keeffe a început să creeze imagini simplificate ale elementelor naturale, cum ar fi frunze, flori și pietre.
După ce s-a mutat într-un apartament de la etajul 30 al Hotelului Shelton în 1925, O'Keeffe a început o serie de picturi ale zgârie-norilor și ale liniei de orizont din New York. Una dintre cele mai notabile lucrări ale sale, care demonstrează abilitatea sa de a descrie clădirile în stilul precisionist, este Radiator Building – Noapte, New York (1927). În 1928 a realizat un peisaj urban, East River from the Thirtieth Story of the Shelton Hotel, o pictură a priveliștii sale asupra East River și a fabricilor care emană fum din Queens. În anul următor a realizat ultimele sale picturi cu înălțimile orașului New York, și a călătorit în New Mexico, care a devenit o nouă sursă de inspirație pentru lucrările sale.

### New Mexico
În 1929, a călătorit pentru prima dată în Santa Fe, însoțită de prietena sa, Rebecca (Beck) Strand, și a rămas în localitatea Taos cu mecena Mabel Dodge Luhan, care le-a oferit femeilor studiouri.
În New Mexico, a colecționat pietre și oase de pe solul deșertului, și le-a transformat pe acestea, precum și formele arhitecturale și peisagistice distinctive ale zonei, în subiecte ale lucrărilor sale. Cunoscută ca o singuratică, O'Keeffe a explorat adesea ținutul cu Fordul său Model A, pe care l-a cumpărat și a învățat să îl conducă în 1929. Ea a vorbit adesea despre dragostea ei pentru Ghost Ranch și nordul New Mexico, așa cum a declarat în 1943: „Un loc atât de frumos, neatins, cu un sentiment de singurătate, o parte atât de frumoasă a ceea ce eu numesc «Depărtare». Este un loc pe care l-am mai pictat ... și acum trebuie să o fac din nou”. O'Keeffe nu a mai lucrat de la sfârșitul anului 1932 până pe la mijlocul anilor 1930, din cauza unor căderi nervoase. A fost un artist popular, primind comenzi în timp ce lucrările sale erau expuse la New York și în alte locuri.
În 1933 și 1934, O'Keeffe s-a recuperat în Bermude, și s-a întors în New Mexico în 1934. În august 1934, s-a mutat la Ghost Ranch, la nord de Abiquiú. În 1940, ea s-a mutat într-o casă de pe proprietatea fermei. Stâncile varicolore din jurul fermei i-au inspirat unele dintre cele mai faimoase peisaje. Între 1934 și 1936, a realizat o serie de picturi inspirate de deșertul din New Mexico, adesea cu reprezentări proeminente de cranii de animale, inclusiv Ram's Head with Hollyhock (1935) și Deer's Head with Pedernal (1936), precum și Zile de vară (1936). Ultima dintre acestea înfățișează o scenă deșertică cu un craniu de căprioară cu flori sălbatice vibrante. Semănând cu Ram's Head with Hollyhock, pictura prezintă craniul plutind deasupra orizontului.

## Ultimii ani

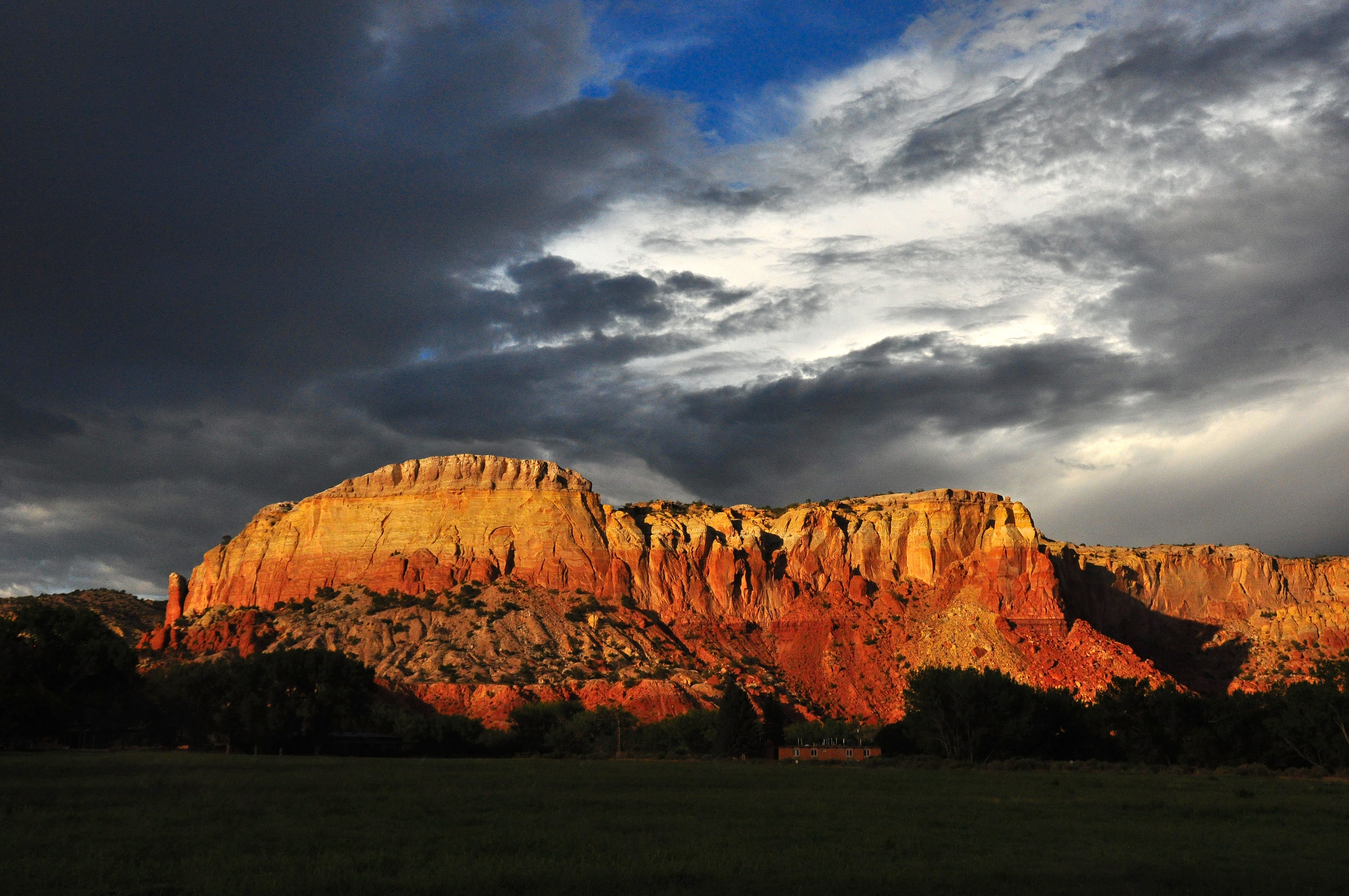
Cenușa Georgiei O'Keeffe a fost împrăștiată în Ghost Ranch.

Până în 1972, O'Keeffe și-a pierdut o mare parte din vedere din cauza degenerescenței maculare, rămânând doar cu vederea periferică. Ea a încetat să mai picteze fără asistență în 1972. În 1973, O'Keeffe l-a angajat pe John Bruce „Juan” Hamilton ca asistent, și apoi ca îngrijitor. Hamilton era olar. Hamilton a învățat-o pe O'Keeffe să lucreze cu lut, a încurajat-o să reia pictura în ciuda deteriorării vederii, și a ajutat-o să-și scrie autobiografia. A lucrat pentru ea timp de 13 ani. Autobiografia artistei, Georgia O'Keeffe, publicată în 1976 de Viking Press, avea pe copertă lucrarea Zile de vară (1936). A devenit un bestseller. În anii 1970, ea a realizat o serie de lucrări în acuarelă. A continuat să lucreze în creion și cărbune până în 1984.
O'Keeffe a devenit din ce în ce mai fragilă la sfârșitul vârstei de nouăzeci de ani. S-a mutat în Santa Fe în 1984, unde a murit la 6 martie 1986, la vârsta de 98 de ani. Trupul i-a fost incinerat, iar cenușa i-a fost împrăștiată, după dorința ei, pe terenul din jurul Ghost Ranch. După moartea lui O'Keeffe, familia ei i-a contestat testamentul, deoarece codicile adăugate acestuia în anii 1980 îi lăsaseră lui Hamilton cea mai mare parte din averea ei de 65 de milioane de dolari. Cazul a fost soluționat pe cale amiabilă în iulie 1987. Cazul a devenit un precedent celebru în planificarea succesorală.

## Galerie

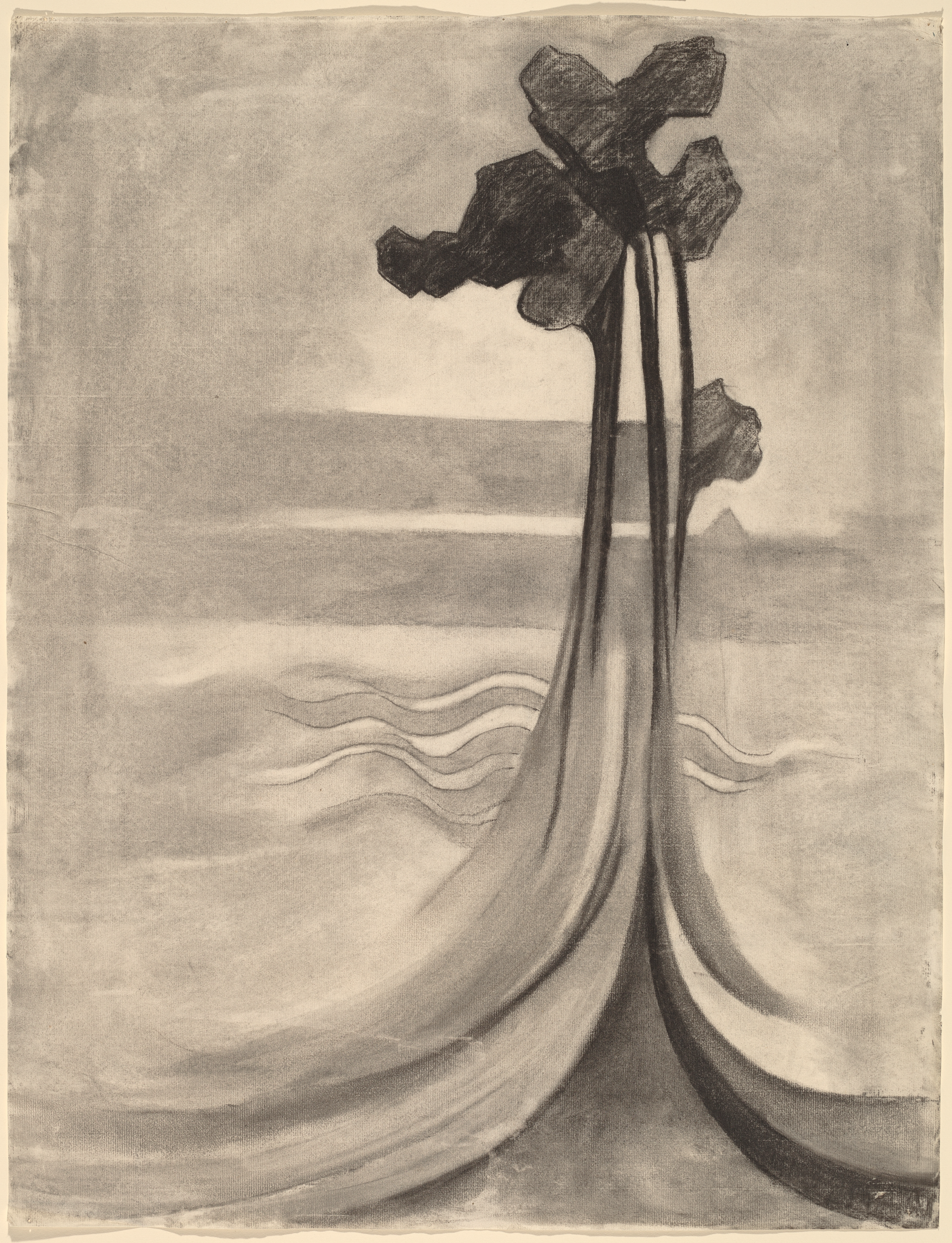
Lucrare timpurie de Georgia O'Keeffe, 1915
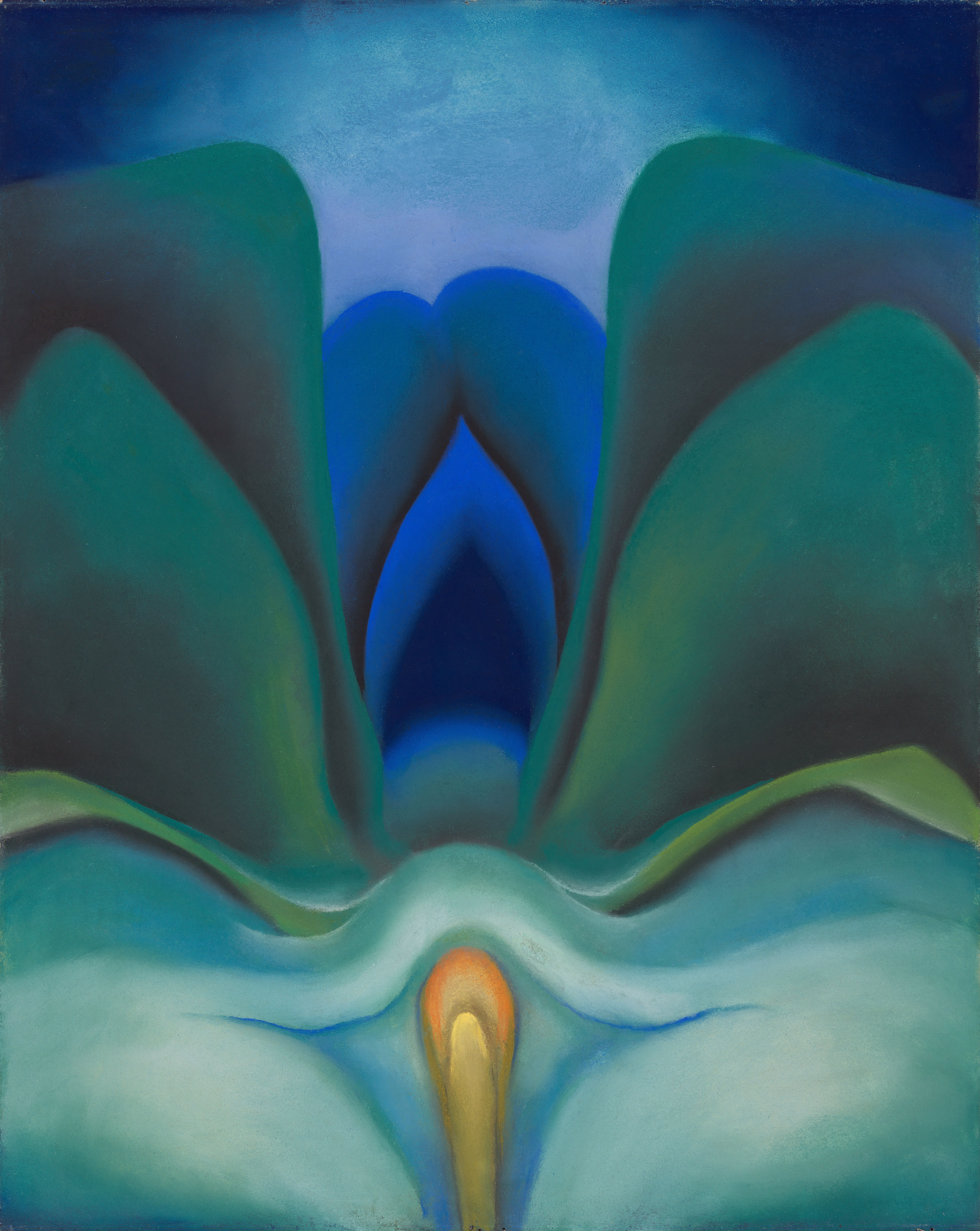
Floare albastră (1918)
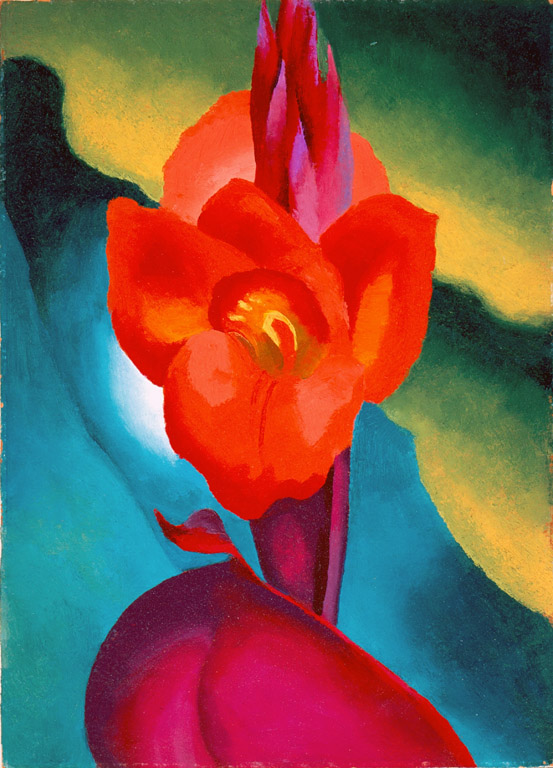
Canna roșie (1919)
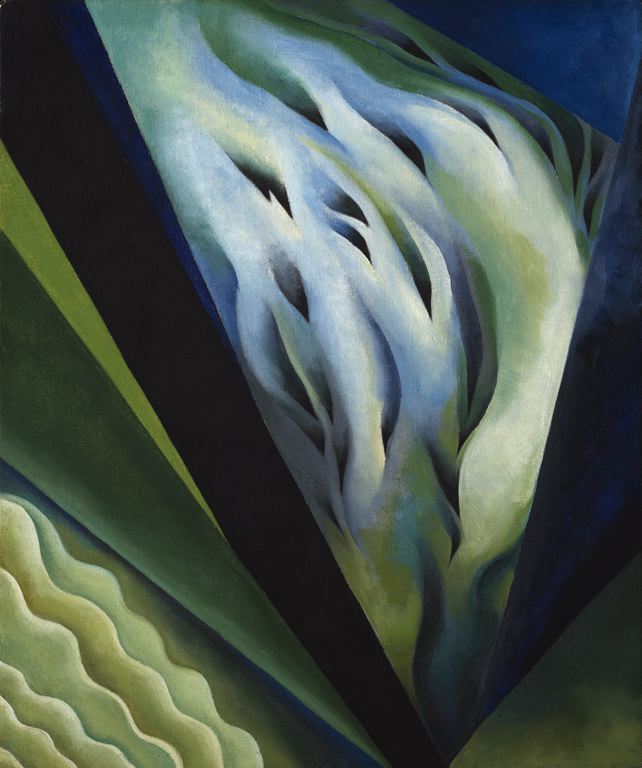
Muzică albastră și verde (1921)
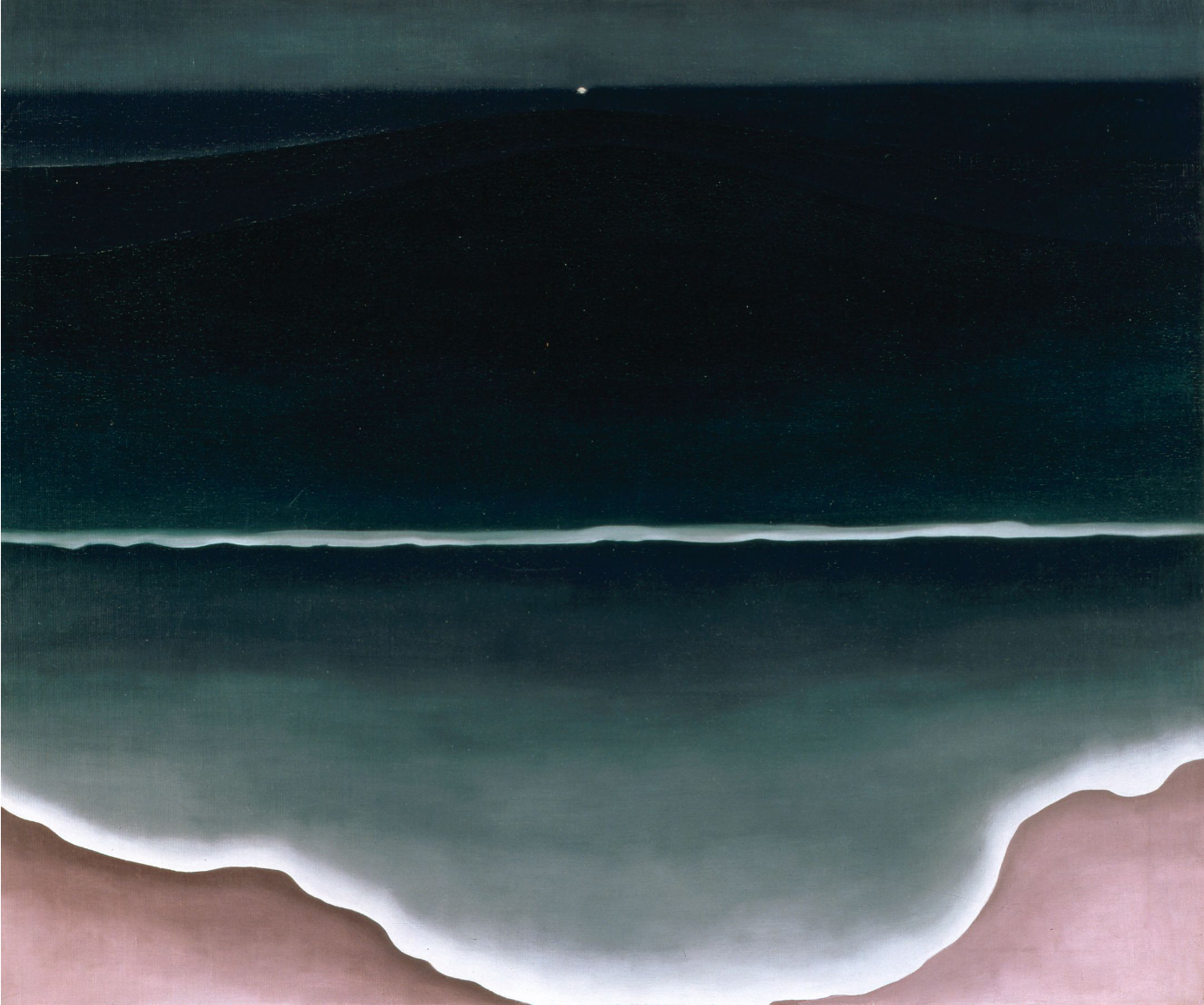
Valul, noaptea (1928)
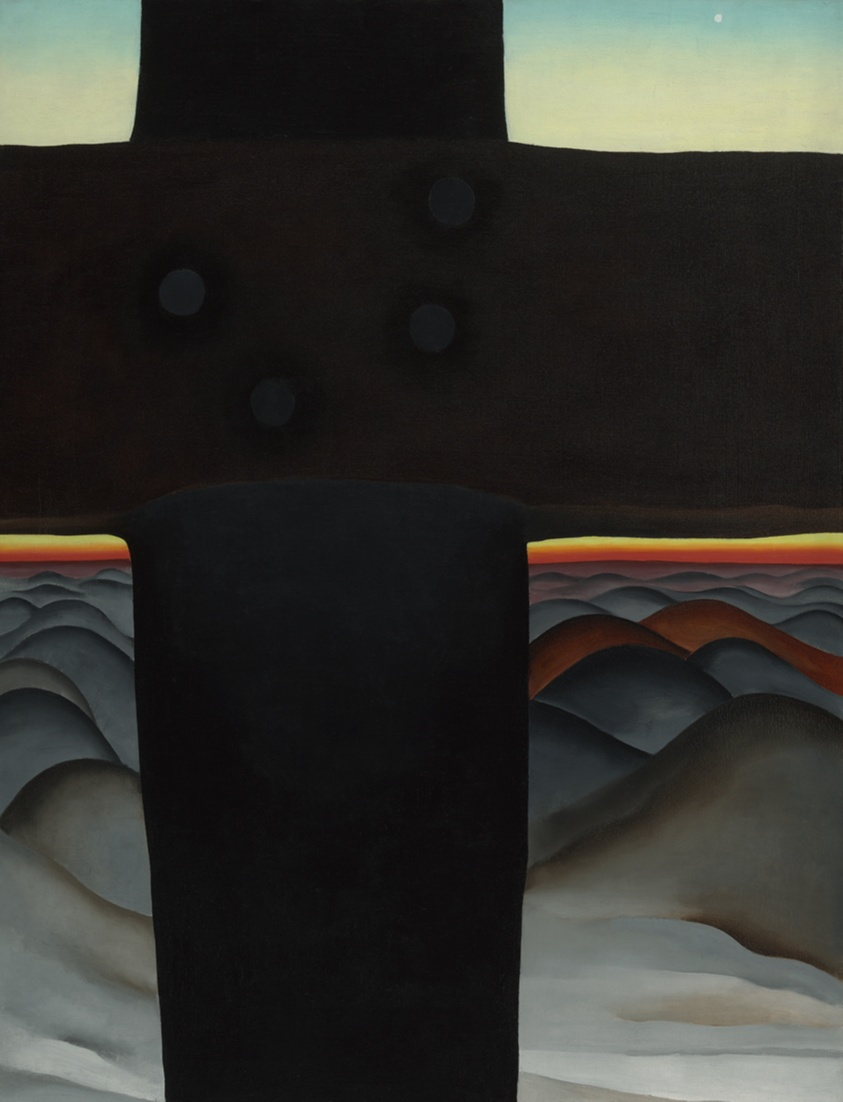
Cruce neagră, New Mexico (1929)